# Sebastian Starke Hedlund
Björn Sebastian Starke Hedlund, född 5 april 1995 i Stockholm, är en svensk fotbollsspelare som spelar för Östers IF.

## Karriär
Började sin karriär i moderklubben Älvsjö AIK och fortsatte senare i IF Brommapojkarna där Hedlund vann U19 Allsvenskan Norra 2011. Efter att ha provspelat med FC Schalke 04 värvades Hedlund så småningom till klubbens U19-lag år 2012 och hann med att bli ligamästare två gånger och nådde även semifinal i UEFA Youth League innan Starke Hedlund tog klivet upp till revservlaget i tyska fjärdeligan. Där tränade Starke Hedlund ofta med A-laget, dock utan framgång. När kontraktet gick ut fick Hedlund intresse från bland annat Tyskland, Nederländerna och Sverige.
Trots provspel med Kalmar FF skrev Hedlund slutligen på för Superettanlaget GAIS gällande säsongen ut. Han debuterade i Superettan den 18 juli 2015 i en 2–0-vinst över AFC United. Den 7 november 2015 bekräftade Kalmar FF att Hedlund skrivit på ett treårskontrakt och ansluter gratis i december.
I mars 2017 blev Hedlund utlånad Varbergs BoIS, ett avtal som sträckte sig under hela 2017. Under sommaren valde båda klubbarna att avbryta lånet och Hedlund är åter tillbaka i Kalmar FF.
I mars 2018 lånades Hedlund ut till norska Mjøndalen IF på ett låneavtal fram till den 15 juli 2018. Den 29 juni 2018 värvades Hedlund av isländska Valur, där han skrev på ett kontrakt säsongen ut med option på ytterligare ett år.
I december 2022 värvades Hedlund av Östers IF, där han skrev på ett tvåårskontrakt. I november 2024 förlängde Hedlund sitt kontrakt i klubben.